# Peuerbach
Peuerbach är en stadskommun i distriktet Grieskirchen i förbundslandet Oberösterreich i Österrike. Kommunen har 4 683 invånare (2024).
Kommunen bildades den 1 januari 2018 genom en sammanslagning av kommunerna Peuerbach och Bruck-Waasen.
Kommunen består av 58 orter (Ortschaften) (inom parentes invånarantal 1 januari 2024):
Orter som låg i kommunen Peuerbach före 2018:

- Achleiten (64)
- Greinsfurth (23)
- Haargassen (13)
- Köppensteegen (7)
- Leithen (21)
- Peuerbach (1 709)
- Pühret (37)
- Ranna (27)
- Spielmannsberg (36)
- Steingrüneredt (30)
- Teucht (140)
- Thomasberg (50)
- Untertreßleinsbach (126)
- Besenberg (80)

Orter som låg i kommunen Bruck-Waasen före 2018:

- Adenbruck (56)
- Aichet (28)
- Blindenau (13)
- Brandstätten (25)
- Breitau (75)
- Bruck an der Aschach (155)
- Buch (106)
- Dunkenedt (10)
- Eckartsroith (53)
- Erleinsdorf (27)
- Feichten (10)
- Freiling (12)
- Fuchshub (154)
- Gschwendthäuser (21)
- Holzleithen (14)
- Hub (29)
- Höhenstein (431)
- Hötzmannsberg (24)
- Itzling (22)
- Kastlingeredt (85)
- Mittereibach (18)
- Mühlbrenning (49)
- Niederaching (19)
- Niederensfelden (20)
- Niederweiding (20)
- Nußbaum (13)
- Oberaching (22)
- Oberndorf (57)
- Oberngrub (14)
- Oberweiding (20)
- Parz bei Gattern (19)
- Pfarrhofheuberg (168)
- Prambeckenhof (21)
- Ratzling (15)
- Schieferhub (124)
- Staureth (8)
- Stefansdorf (68)
- Sölden an der Straß (39)
- Untereibach (Node-count limit exceeded)
- Unterheuberg (Node-count limit exceeded)
- Usting (Node-count limit exceeded)
- Waasen (Node-count limit exceeded)
- Waasnerau (Node-count limit exceeded)
- Winkl (Node-count limit exceeded)

Node-count limit exceeded